# کروناویروس مرتبط با نشانگان حاد تنفسی
کروناویروس مرتبط با نشانگان حاد تنفسی (نام علمی: Severe acute respiratory syndrome-related coronavirus) یا به‌اختصار (SARSr-CoV), نام یک گونه از کروناویروس است که انسان، خفاش‌ها و برخی از پستانداران دیگر را آلوده می‌کند. این گونه، یک ویروس با پوشش آران‌ای تک رشته‌ای با حس مثبت است که با اتصال به گیرنده ACE2 وارد سلول میزبان خود می‌شود. این گونه، از سرده بتاکروناویروس و زیرسرده ساربه‌کوروناویروس است.
دو سویهٔ ویروس باعث شیوع بیماری‌های تنفسی شدید در انسان شده‌است: سارس-کاو، که بین سال‌های ۲۰۰۲ و ۲۰۰۳ باعث شیوع نشانگان تنفسی حاد (سارس) شد، و سارس-کاو-۲، که از اواخر سال ۲۰۱۹ باعث دنیاگیری بیماری کروناویروس ۲۰۱۹ (کووید ۱۹) شد. صدها گونه دیگر SARSr-CoV وجود دارد که همه آنها فقط به آلوده کردن گونه‌های غیرانسانی مشهور هستند: خفاش‌ها یک مخزن بزرگ از بسیاری از سویه‌های کروناویروس مرتبط با سارس هستند و چندین سویه در زباد نخلی‌ها، که احتمالاً نیاکان سارس-کاو بودند، شناسایی شده‌است.
در سال ۲۰۱۶، کروناویروس مرتبط با سارس یکی از چندین ویروسی بود که توسط سازمان بهداشت جهانی (WHO)، در طرح جدیدی که پس از همه‌گیری ابولا، به منظور تحقیق و توسعه فوری، قبل و در طول یک همه‌گیری، برای آزمایش‌های تشخیصی، واکسن‌ها و داروها توسعه یافت، به عنوان عامل احتمالی یک بیماری همه‌گیر در آینده شناسایی شد. این پیش‌بینی با دنیاگیری ۲۰–۲۰۱۹ کروناویروس بوقوع پیوست.

## یادداشت
1. ↑  اصطلاحات SARSr-CoV و SARS-CoV بعضی اوقات به‌صورت متقابل مورد استفاده قرار می‌گیرند، به خصوص قبل از کشف سارس-کاو-۲.

## برای مطالعهٔ بیشتر
- Peiris JS, Lai ST, Poon LL, Guan Y, Yam LY, Lim W,  et al. (April 2003). "Coronavirus as a possible cause of severe acute respiratory syndrome". Lancet. 361 (9366): 1319–25. doi:10.1016/s0140-6736(03)13077-2. PMID 12711465.
- Rota PA, Oberste MS, Monroe SS, Nix WA, Campagnoli R, Icenogle JP,  et al. (May 2003). "Characterization of a novel coronavirus associated with severe acute respiratory syndrome". Science. 300 (5624): 1394–9. Bibcode:2003Sci...300.1394R. doi:10.1126/science.1085952. PMID 12730500.
- Marra MA, Jones SJ, Astell CR, Holt RA, Brooks-Wilson A, Butterfield YS,  et al. (May 2003). "The Genome sequence of the SARS-associated coronavirus". Science. 300 (5624): 1399–404. Bibcode:2003Sci...300.1399M. doi:10.1126/science.1085953. PMID 12730501.
- Snijder EJ, Bredenbeek PJ, Dobbe JC, Thiel V, Ziebuhr J, Poon LL,  et al. (August 2003). "Unique and conserved features of genome and proteome of SARS-coronavirus, an early split-off from the coronavirus group 2 lineage". Journal of Molecular Biology. 331 (5): 991–1004. CiteSeerX 10.1.1.319.7007. doi:10.1016/S0022-2836(03)00865-9. PMID 12927536.
- Yount B, Roberts RS, Lindesmith L, Baric RS (August 2006). "Rewiring the severe acute respiratory syndrome coronavirus (SARS-CoV) transcription circuit: engineering a recombination-resistant genome". Proceedings of the National Academy of Sciences of the United States of America. 103 (33): 12546–51. Bibcode:2006PNAS..10312546Y. doi:10.1073/pnas.0605438103. PMC 1531645. PMID 16891412.
- Thiel V, ed. (2007). Coronaviruses: Molecular and Cellular Biology (1st ed.). Caister Academic Press. ISBN 978-1-904455-16-5.
- Enjuanes L, Sola I, Zúñiga S, Almazán F (2008). "Coronavirus Replication and Interaction with Host".  In Mettenleiter TC, Sobrino F (eds.). Animal Viruses: Molecular Biology. Caister Academic Press. ISBN 978-1-904455-22-6.